# Agrotis canietensis
Agrotis canietensis là một loài bướm đêm trong họ Noctuidae.